# مقداد مسلم
مقداد مسلم (23 سبتمبر 1953 -) هو مخرج مسرحي عراقي.

## مسيرته
مقداد مخرج قدير، امتاز بريادة واضحة في العديد من محطات مسيرته الفنية منذ ولوجه عالم المسرح في عام 1968
قد كان من أول المساهمين في تأسيس النشاط المسرحي الطلابي في مدينة الكاظمية في بغداد عام 1970. وكان لأساتذة المسرح الكبار أثر على مشوار مسلم الفني، وقد كان من أوائل الذين نادوا بضرورة إعادة الجمهور لمشاهدة العروض المسرحية بعد قطيعة دامت لسنوات مطلع الثمانينات، وقد كتب وأخرج لمسرحية (الخيط والعصفور) الشعبية التي شكلت انعطافة في تاريخ الحركة المسرحية في العراق، وحقق صدى واسعا لدى الجمهور والمعنيين في عام 1984، في إطار سعيه لاستقطاب الجمهور وإعادة الأماسي المسرحية. التجريب في المسرح هو تنشيط وتجديد لفنون المسرح وجمالياته، كما يرى مقداد مسلم، الذي قدم عروضا تجريبية مميّزة كان من أبرزها مسرحية «المهندس والإمبراطور» أثناء توليه إدارة منتدى المسرح في العراق. كما أنه يعتقد أن البحث والتأني من صفات الفنان العراقي إذ أنه لن يتأثر بالمتغيرات السريعة في الأحداث، إلا أنه يشير إلى أن قسوة الظروف المعيشية دفعت بالكثير من الفنانين إلى مغادرة العراق. قائلا إن من سمات العراقي أنه يستوطن الأمكنة والأشياء. كما يشير إلى أن الغربة تفرض سطوتها بالحزن الذي يأكل جسد الإنسان وروحه ما ينعكس عل ملامح وجهه ونبرة صوته. ويرى المخرج مقداد مسلم أن توفير المناخات الملائمة من قبل الحكومات والأنظمة في العالم العربي ستتيح للمبدع المزيد من الإنتاج والعطاء خدمة لبلدانها وشعوبها. كان ولايزال المخرج مقداد مسلم من الباحثين والمجربين ليضع له بصمة مميّزة في مجال الإخراج المسرحي للتعبيرعن رؤاه الفكرية وتصوراته الجمالية. إذ تمكن من تقديم عروض في المسرح «الشعبي» وأخرى في المسرح «التجريبي» سواء داخل العراق أم خارجه. ويعتبر واحدا من أبرز المسرحيين العرب بوصفه فنانا محترفا وأستاذا جامعيا درّس الفنون المسرحية النظرية والتطبيقية في أكثر من جامعة عربية، كما كتب العديد من المسرحيات والأفلام الوثائقية والمسلسلات والبرامج التلفزيونية، وقد حصل على عدّة جوائز وشهادات عن جهوده الإبداعية في عالم المسرح وفنونه.

## أعماله[5]

### الدبلجة
- سنان (شخصية فرفور وشخصية والد ميمي)
- ولد حرا